# Pinus clausa
Pinus clausa (Сосна піщана) — вид роду сосна родини соснових.

## Поширення
Поширення: США (Алабама, Флорида). Це низовинна (від 5 до 60 м над рівнем моря або до 90 м на західному узбережжі) сосна, що зростає на сильно кислих піщаних ґрунтах морського походження. Кількість опадів та безморозний період великі, причому з жовтня по квітень опадів значно менше ніж у червні, липні і серпні. Зареєстрована температура варіюється в діапазоні від -17 °C до 42°.

## Опис

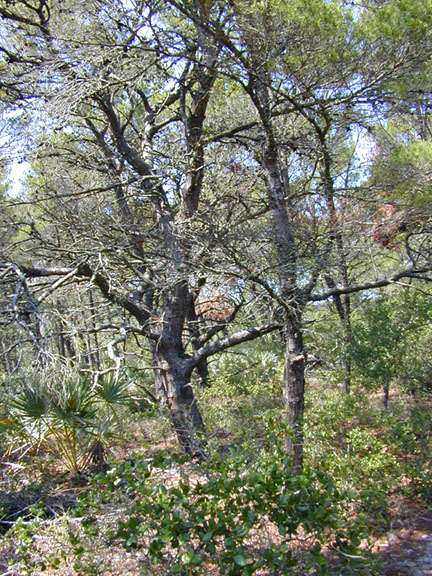
Сосна піщана

Щільність деревини: 0,46 г/см3 Це невелике, часто чагарникове дерево 5–10 м, у виняткових випадках до 21 м у висоту. Діаметр на висоті грудей 51–66 сантиметрів. Стовбур може бути прямим чи вигнутим залежно від місця розташування. Гілки розташовані горизонтально або злегка у вертикальному положенні. Кора в нижній частині стовбура від сірого до сіро-коричневого кольору, у верхній частині дерева, від червонуватого до червонувато-коричневого так як і перерви між пластинами на корі. Голки зібрані парами, їх довжина 5–10 см, шишки довжиною 4–8 см. Вони залишаються від трьох до чотирьох років на дереві.

## Використання
Щільне розгалуження дерева робить його непридатним для виробництва деревини, рослину в основному використовують як деревну масу.

## Загрози та охорона
Серйозних загроз нема. Цей вид присутній на кількох охоронних територіях.